# Neïa
Neïa (en russe : Нея) est une ville de l'oblast de Kostroma, en Russie, et le centre administratif du raïon de Neïa. Sa population s'élevait à 9 377 habitants en 2013.

## Géographie
Neïa est située à 52 km à l'ouest de Mantourovo, à 90 km à l'est de Galitch, à 239 km au nord-est de Kostroma et à 473 km au nord-est de Moscou. Elle est traversée par la Neïa.

## Histoire
La fondation de Neïa est due à la construction de la gare de Neïa, ouverte en 1906 sur le Transsibérien. Neïa accéda au statut de commune urbaine en 1926 et à celui de ville en 1958.

## Population
Recensements (*) ou estimations de la population
| 1926* | 1939* | 1959*  | 1970*  | 1979*  |
| ----- | ----- | ------ | ------ | ------ |
| 1 680 | 8 900 | 13 446 | 14 416 | 12 676 |

| 1989*  | 2002*  | 2010* | 2012  | 2013  |
| ------ | ------ | ----- | ----- | ----- |
| 13 291 | 11 506 | 9 827 | 9 587 | 9 377 |

## Transports
Neïa se trouve à 598 km de Moscou par le chemin de fer Transsibérien.